# Pierre Pestieau
 (septembre 2011).
Pierre Pestieau (né le 10 septembre 1943 à Froidchapelle) est un économiste belge.

## Biographie
Pierre Pestieau a obtenu sa maîtrise en économie de l’Université de Louvain et son doctorat en économie de l’Université Yale. Il a enseigné à l’Université Cornell de 1971 à 2006 ; puis il devint de 1975 à 2008 professeur d’économie, à l’Université de Liège. Il est depuis 2008 professeur émérite. Il est aussi membre du CORE et membre associé du PSE. Il est en outre fellow de IZA et CESIfo. Ses principaux sujets d’intérêt sont l’économie publique, l’économie de la population et la sécurité sociale. 
Il a publié plusieurs ouvrages et plus de 200 articles dans différentes revues internationales (Econometrica, Journal of Economic Theory, international Economic Review, Social Choice and Welfare). Auparavant il a écrit plusieurs livres sur la performance des entreprises publiques, le travail au noir, les retraites et les transmissions intergénérationnelles et les droits de succession. Actuellement[Quand ?], il est éditeur associé de la Revue française d'économie, CESifo Economic Studies et Journal of Public Economic Theory. Il a reçu de nombreux[réf. nécessaire] prix, dont le prix Francqui en 1989.[réf. nécessaire]
Dans sa recherche, Pierre Pestieau s’est toujours soucié des implications distributives des politiques fiscales ou sociales qu’il recommandait. Il a aussi insisté sur la nécessité de tenir compte des interactions entre famille, marché et État. Ces deux préoccupations se retrouvent dans ses travaux sur l’économie souterraine, la protection sociale, les droits de succession, la retraite, la dépendance, la fécondité et le mariage.